# Bartłomiej Frykowski
Bartłomiej Frykowski (ur. 9 marca 1959 w Łodzi, zm. 8 czerwca 1999 w Wyszkowie) – polski operator filmowy.

## Życiorys
Syn Wojciecha Frykowskiego i łódzkiej modelki Ewy Marii Morelle, ojciec Rozalii Frykowskiej i Mai Frykowskiej, znanej w Polsce z udziału w popularnym reality-show Big Brother. W 1991 roku ukończył studia na Wydziale Operatorskim PWSFTviT w Łodzi.
Zmarł 8 czerwca 1999 w szpitalu w Wyszkowie w wyniku ran zadanych nożem w nocy z 7 na 8 czerwca 1999 w posiadłości Karoliny Wajdy w Głuchach (w dworze rodzinnym Cypriana Kamila Norwida). Prowadzący śledztwo uznali, że była to śmierć samobójcza. Został pochowany na Starym Cmentarzu przy ul. Ogrodowej w Łodzi.

## Filmografia
Operator
- 1987: Ludożerca
- 1989: Po upadku
- 1991: Skarga
- 1993: Uprowadzenie Agaty
- 1999: Pan Tadeusz
- 2000: Córka konsula(inne języki) (Gunblast Vodka)
- 2000: Ogniem i mieczem

Aktor
- 1993: Uprowadzenie Agaty

### Spektakle Teatru TV
- 1989: Czyściec (spektakl TVP) – operator kamery

### Etiudy szkolne PWSFTviT
- 1985: Dziadek i wnuk – zdjęcia
- 1985: Ryszard i Anioł – zdjęcia
- 1985: Srebrna korona – zdjęcia
- 1986: Igraszki po obiedzie – zdjęcia
- 1986: L'amour – czyli życie jest trudne – współpraca operatorska
- 1987: Weekend – zdjęcia
- 1988: Birdy? – reżyseria, zdjęcia
- 1988: Czerwony kapturek – zdjęcia
- 1988: Psie serce! – zdjęcia
- 1988: Szklana góra – współpraca operatorska
- 1989: The cage of the tiger – scenariusz, zdjęcia
- 1990: Piano forte – reżyseria, zdjęcia